# Ерик Кома
Ерик Кома (на френски: Érik Comas) е френски пилот от Формула 1. Роден е на 28 септември 1963 година в Романс-сюр-Исер, Франция. Има петдесет и девет участия в стартове от световния шампионат във Формула 1, като записва седем точки. Също така Кома е шампион във Формула 3 през 1988 и във Формула 3000 през 1990.

## Кариера

### Формула 1
В ГП на Сан Марино през 1994 Кома по погрешка е пуснат от пит-лейна и излиза на трасето по време на червени флагове, заради фаталния инцидент на Аертон Сена. Маршалите трескаво се опитват да развеят флаговете на идващия Ларус на завоя Тамбурело. Накрая Кома спира болида си, преминавайки през медицинския екип и спасителите, дори и медицинския хеликоптер. Потресен от това, което вижда, Ерик решава да не участва на рестарта, след като вижда как медиците се опитват да съживят Сена. Именно Аертон е този, който спасява Кома по време на квалификацията за ГП на Белгия две години по-рано. Сена умира вследствие на контузиите си, час и половина след края на състезанието.